# Robby Krieger
Robert Alan Krieger (Los Angeles, 8 de janeiro de 1946)  é um guitarrista americano e membro fundador da banda de rock The Doors. Krieger escreveu ou co-escreveu muitas das canções dos Doors, incluindo os sucessos "Light My Fire", "Love Me Two Times", "Touch Me" e "Love Her Madly". Quando o The Doors se desfez após a morte do vocalista Jim Morrison, Krieger continuou a se apresentar e gravar com outros músicos, incluindo os ex-companheiros de banda do The Doors, John Densmore e Ray Manzarek. Ele foi incluído no Hall da Fama do Rock and Roll como membro do Doors e é listado pela Rolling Stone como um dos 100 maiores guitarristas de todos os tempos. Em 2023, Krieger foi listado como o 248º maior guitarrista pela Rolling Stone.

## Biografia
Krieger nasceu em 8 de janeiro de 1946, em Los Angeles, Califórnia, em uma família judia. Seu pai, engenheiro, era fã de música clássica, enquanto sua mãe gostava de "Frank Sinatra e coisas assim".
Krieger frequentou uma escola hebraica com seu irmão gêmeo Ronny. Enquanto Krieger era aluno interno em uma escola particular chamada Menlo School em Atherton, Califórnia, havia um horário de estudo noturno que lhe permitiu aprender sozinho a tocar violão. Ele começou primeiro desafinando um ukulele nas quatro cordas inferiores de um violão e imitando um disco que tinha. Mais tarde, em meados da década de 1960, o estudioso Frank Chin ensinou Krieger a tocar violão flamenco.
Depois de terminar o ensino médio, Krieger frequentou a Universidade da Califórnia, em Santa Bárbara. Seu desenvolvimento musical incluiu ouvir os guitarristas Wes Montgomery, Albert King e Larry Carlton que influenciaram seu estilo. A guitarra flamenca de Krieger pode ser ouvida na música "Spanish Caravan".

## The Doors
Krieger tornou-se membro do Doors em 1965, juntando-se ao tecladista Ray Manzarek, ao baterista John Densmore e ao vocalista Jim Morrison, depois que os irmãos de Manzarek deixaram o grupo. Em um dos primeiros ensaios do Doors, Morrison ouviu Krieger tocando guitarra slide e inicialmente queria que a técnica fosse apresentada em todas as músicas do primeiro álbum. A abordagem de fingerstyle de Krieger para a guitarra elétrica, amplos gostos musicais e composições ajudaram a estabelecer o Doors como uma banda de rock de sucesso na década de 1960. Junto com Densmore, ele estudou com o sitarista indiano Ravi Shankar na Kinnara School of Music em Los Angeles.
Krieger ocasionalmente cantava como vocal principal com os Doors. Ele pode ser ouvido na música "Runin' Blue". Ele também cantou nos dois últimos álbuns do Doors, gravados após a morte de Morrison, Other Voices e Full Circle.
Após a morte de Morrison em 1971, Krieger, Manzarek e Densmore continuaram como um trio. Eles lançaram mais dois álbuns como The Doors antes de se separarem em 1973, embora tenham se reunido novamente alguns anos depois para criar música para poesia que Morrison havia gravado pouco antes de sua morte, lançada como o álbum de 1978, An American Prayer.

## Carreira posterior

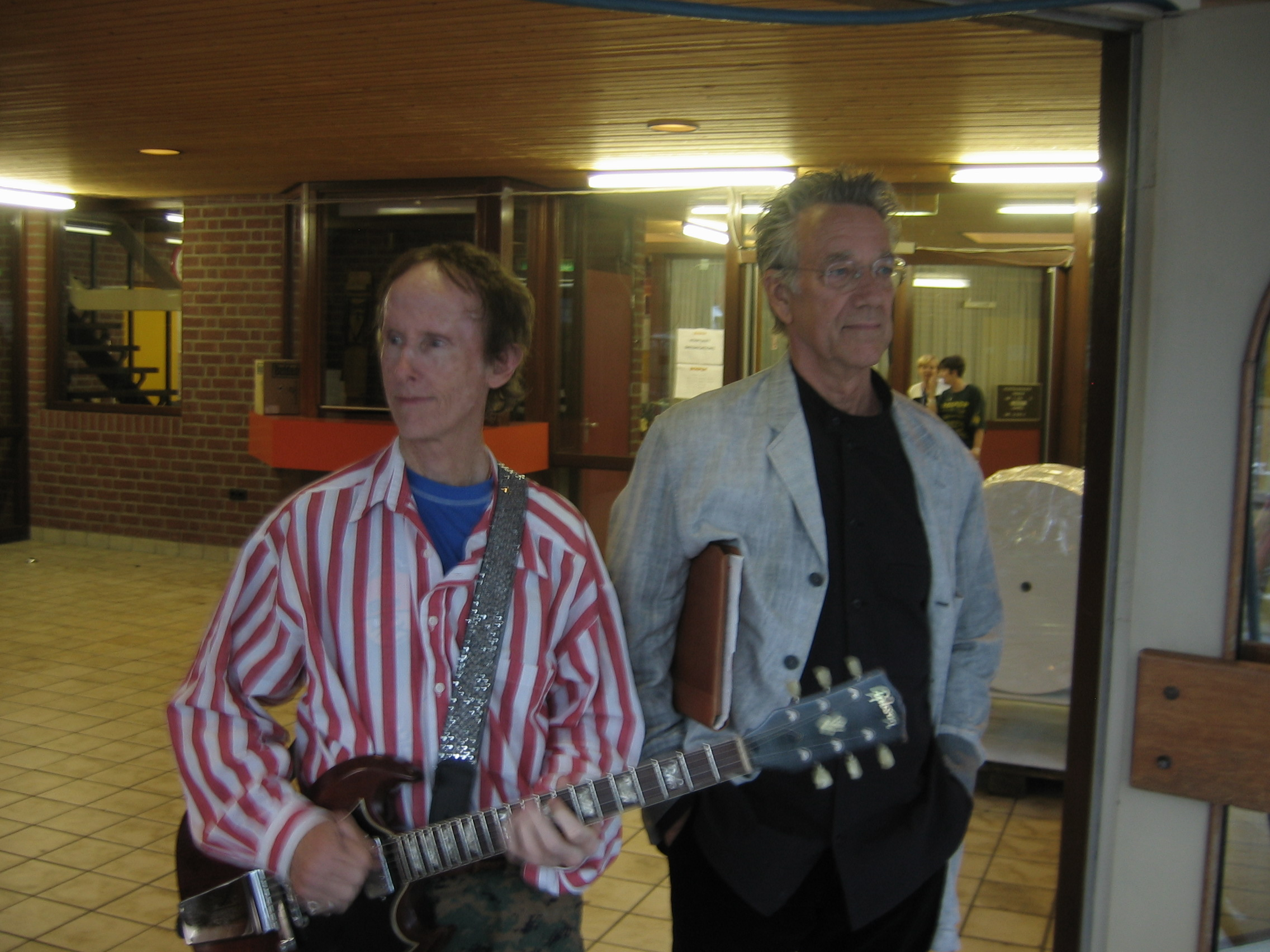
Krieger e Ray Manzarek em 2004

Depois que o The Doors se separou em 1973, Krieger formou a Butts Band com Densmore. Ele quase teve algum sucesso como guitarrista de jazz-fusion, gravando vários álbuns nas décadas de 1970 e 1980, incluindo Versions (1982), Robby Krieger (1985) e No Habla (1989). Seu primeiro lançamento solo foi Robbie Krieger & Friends em 1977.
Em 1982, Krieger apareceu em quatro faixas do álbum Panic Station do grupo de Los Angeles The Acid Casualties ("Shadow Street", "Solid Sound", "Armies of the Sun" e "She's a Lost Soul").
Em 1991, Krieger formou uma nova banda conhecida simplesmente como Robby Krieger Band, que contava com seu filho Waylon Krieger (guitarra), Berry Oakley Jr. (baixo, backing vocals), Dale Alexander (teclados) e Ray Mehlbaum (bateria). Em 2000, Krieger lançou Cinematix, um álbum de fusão inteiramente instrumental, com participações especiais de Billy Cobham e Edgar Winter.

Krieger e Manzarek foram reformados como "Doors of the 21st Century" em 2002 com o vocalista Ian Astbury do The Cult. (Astbury também fez um cover solo de "Touch Me" e um cover de "Wild Child" com o The Cult no álbum tributo Stoned Immaculate: The Music of The Doors).

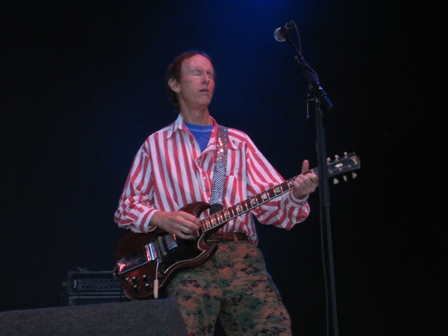
Krieger se apresentando em 2006

Krieger tocou guitarra em algumas faixas do Blue Öyster Cult. Em junho de 2008, o ZYX Studio lançou seu show com Eric Burdon, chamado Live at the Ventura Beach California. Eles também tocaram "Back Door Man" e "Roadhouse Blues".
Em maio de 2012, Robby Krieger fez uma turnê com o Roadhouse Rebels, um trio de projeto paralelo composto pelos membros fundadores Steve Molitz de Particle (e tecladista de Rich Robinson) (órgão hammond, teclados) e John Avila de Oingo Boingo / Mutaytor (baixo), apenas desta vez com dois músicos adicionais, Rich Robinson do The Black Crowes (guitarra/vocal) e o baterista de Rich Robinson, Joe Magistro. Os setlists dos shows apresentavam uma variedade de materiais, incluindo standards do Doors, covers clássicos de soul e rock 'n' roll dos anos 60 e 70, e material do novo álbum de Robinson, Through a Crooked Sun. O grupo se apresentou em 25 de maio de 2012, em Los Angeles, em 26 de maio de 2012, no Bella Fiore Music Festival no Harmony Park Music Garden em Clarks Grove, Minnesota, e em 27 de maio de 2012, no Oriental Theatre em Denver.
Em 31 de dezembro de 2013, Krieger tocou ao lado da banda de Southern Rock Gov't Mule no Beacon Theatre (Nova York). Em julho de 2017, Krieger lançou o primeiro arremesso em um jogo dos Dodgers em Los Angeles.
Em 29 de agosto de 2018, Krieger se juntou ao Alice in Chains no palco do Hollywood Palladium em Los Angeles para encerrar seu show esgotado com a apresentação de seu hit "Rooster". Em 14 de agosto de 2020, Krieger lançou seu álbum solo, The Ritual Begins At Sundown. Em 10 de setembro de 2020, Krieger foi anunciado como atração principal com Maki Mae na Cerimônia de Posse do Hall da Fama Asiático.
Em 2020, durante os bloqueios pandêmicos do COVID-19, Krieger começou a enviar tutoriais de guitarra para várias músicas do Doors para o canal oficial da banda no YouTube.
Em 12 de outubro de 2021, Krieger lançou um livro de memórias Set the Night on Fire: Living, Dying, and Playing Guitar With the Doors, co-escrito com o autor e músico Jeff Penalty Alulis.

## Vida pessoal
Krieger é casado com Lynn Krieger e tem um filho: Waylon Krieger.
Em 2022, a casa personalizada de Krieger em Bel Air, Califórnia, foi colocada à venda por seu atual proprietário por US$ 13,9 milhões. A propriedade possui 1,4 acres de terreno, piscina, spa e 6.600 pés quadrados de área útil. Ao mesmo tempo, era propriedade do vocalista do Limp Bizkit, Fred Durst.

## Instrumentos

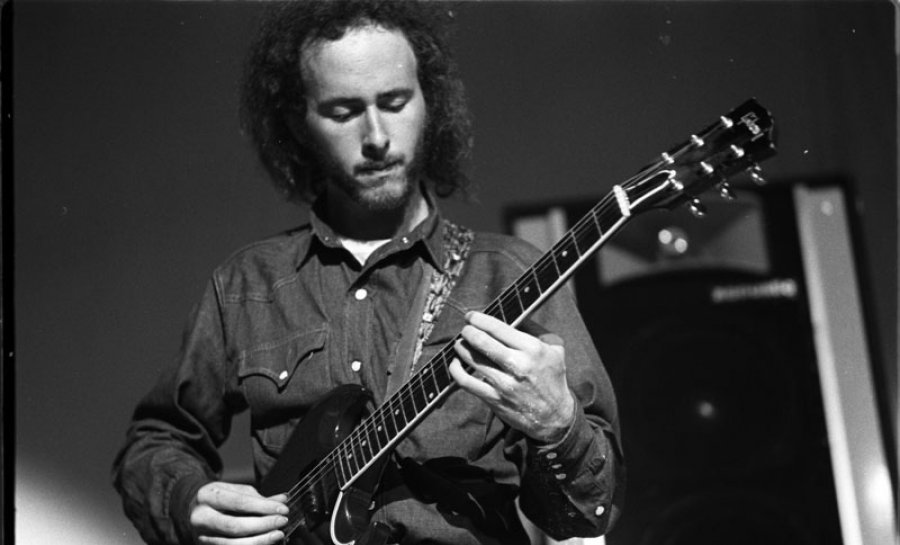
Krieger se apresentando ao vivo no Roundhouse em Londres, em setembro de 1968. Krieger usou vários modelos de guitarra, principalmente modelos Gibson SG.

Krieger usou uma variedade de modelos de guitarras elétricas durante seu tempo com o The Doors, principalmente os seguintes: 
- 1964 Gibson SG Special
- 1958 National 'Town & Country' (Model 1104)
- 1967 Gibson SG Special
- 1968 Gibson SG Standard
- 1954 Gibson Les Paul Custom ('Black Beauty')
- Black Gibson SG Standard

## Discografia
Com The Doors
- The Doors (1967)
- Strange Days (1967)
- Waiting for the Sun (1968)
- The Soft Parade (1969)
- Morrison Hotel (1970)
- L.A. Woman (1971); último álbum com o cantor Jim Morrison antes de sua morte
- Other Voices (1971)
- Full Circle (1972)
- An American Prayer (1978)

Com Butts Band
- Butts Band (1974)
- Hear and Now (1975)

Com Red Shift
- Red Shift (1979)
- Shifting On Strong (1980)

Solo
- Robbie Krieger & Friends (1977)
- Versions (1982)
- Robby Krieger (1985)
- No Habla (1989)
- Door Jams (1989)
- Cinematix (2000)
- Singularity (2010)
- The Ritual Begins At Sundown (2020)

Com o poeta Michael C. Ford
- Look Each Other in The Ears. Hen House Studio Album includes The Doors: Ray Manzarek, Robby Krieger, and John Densmore. 2014

Participações especiais
- "Puppet Strings" em Puppet Strings, de Fuel (2014)
- "ZUN – Burial Sunrise " (2016, Small Stone Records) Cítara elétrica em "Nothing Farther"
- "Forest Full of Trees" e "Stagger Lee" em Rock 'N' Roll Animals (2016) e "Big Brown Dog" com Brant Bjork em Bunny Rumble (2018) por Bunny Racket
- "All the Time in the World" no Alphabetland (2020) e "Strange Life" no Xtras (2021), outtakes do Alphabetland ), por X

## Na cultura popular
Para o filme The Doors (1991), do diretor Oliver Stone, Krieger teve um pequeno Cameo como patrono nos bastidores do London Fog, enquanto seu eu mais jovem foi retratado por Frank Whaley, que também trabalhou com Stone em Born on the Fourth of July ( 1989), JFK (1991) e World Trade Center (2006).